# Джон Фрушанте
Джон Антъни Фрушанте (на английски: John Anthony Frusciante) е американски китарист, певец, звукозаписен продуцент и автор на песни. Най-известен е като член и китарист на американската рок група Ред Хот Чили Пепърс в периода от 1988 до 1992, от 1998 до 2009 и от декември 2019. С тях е записал пет студийни албума.
Фрушанте има също така активна солова кариера. Има издадени единадесет солови албума и пет И-Пи-та. Стилистично музиката му варира от експериментален рок и амбиънт до ню уейв и електроника.
През 2015 Фрушанте издава дебютен асид хаус албум под псевдонима Трикфингър (Trickfinger). Също така работи и съвместно с други артисти и групи като The Mars Volta, на които е студиен китарист и гост китарист на техни концерти; Джош Клингхофер и Джо Лали с които издават 2 албума под името Ataxia.
През 2003 Фрушанте е класиран на осемнадесето място в класацията на Rolling Stone за стоте най-добри китаристи за всички времена.

## Биография

### Ранни години
Фрушанте е роден в семейството на музиканти – майка му е вокалист, отказала се от кариера, за да се превърне домакиня, а баща му е пианист. Родителите му се развеждат и той живее с майка си, като се местят в Лос Анджелис.
На единадесетгодишна възраст Фрушанте изучава китаристи като Джими Хендрикс, Джеф Бек и Джими Пейдж. След като овладява блусовата скала, усилено изучава творчеството на Франк Запа. Както много свои връстници по това време, започва да свири в различни пънк групи в Лос Анджелис.

### Ред Хот Чили Пепърс
Фрушанте се присъединява към Ред Хот Чили Пепърс на 18-годишна възраст и през 1989 се появява в албума Mother's Milk. Със следващия албум Blood Sugar Sex Magik, групата пробива на музикалната сцена. Големият успех на групата води до напускането на Фрушанте през 1992. Той става зависим от хероин за дълъг период, през които издава и първите си самостоятелни албуми – Niandra Lades and Usually Just a T-Shirt (1994) и Smile from the Streets You Hold (1997). През 1998, след рехабилитация, Фрушанте се завръща в Ред Хот Чили Пепърс, а през 1999 групата издава Californication.

## Дискография
- Niandra Lades and Usually Just a T-Shirt (1994)
- Smile from the Streets You Hold (1997)
- To Record Only Water for Ten Days (2001)
- From the Sounds Inside (2001)
- Shadows Collide with People (2004)
- The Will to Death (2004)
- Inside of Emptiness (2004)
- A Sphere in the Heart of Silence (2004)
- Curtains (2005)
- The Empyrean (2009)
- PBX Funicular Intaglio Zone (2012)
- Enclosure (2014)
- Trickfinger (2015)
- Renoise Tracks 2009-2011 (2015)
- Foregrow (2016)